# Theodore Cole

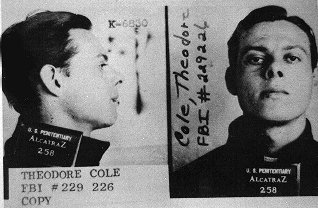
Theodore Cole

Theodore Cole (* 16. Februar 1913; † vermutlich am 16. Dezember 1937) war ein US-amerikanischer Strafgefangener. Cole wurde berühmt als einer von fünf Männern, denen eventuell die Flucht aus dem US-amerikanischen Hochsicherheitsgefängnis Alcatraz gelungen ist.

## Leben
Theodore Cole wurde am 30. Dezember 1933 nach einem missglückten Banküberfall und einer Schießerei mit Agenten der US-amerikanischen Bundespolizei FBI in Shawnee, Oklahoma verhaftet. Sein Komplize Wilbur Underhill kam im Schusswechsel mit den Bundesbeamten ums Leben.

## Ausbruchsversuch aus Alcatraz
Cole wurde 1936 nach dem gescheiterten Banküberfall in Oklahoma zu einer dreißigjährigen Haftstrafe verurteilt. Zur Verbüßung derselben wurde er in die Strafanstalt Alcatraz auf der gleichnamigen Gefängnisinsel in der Bucht von San Francisco gebracht. Von dort unternahm er am 16. Dezember 1937, gemeinsam mit seinem Mithäftling Ralph Roe, einen Fluchtversuch. Den beiden gelang es, zunächst aus der außerhalb der eigentlichen Gefängnisanlage gelegenen Reifenwerkstatt, in der sie beschäftigt waren, zu entkommen, indem sie ihre Werkzeuge benutzten, um in einem unbeaufsichtigten Augenblick die Gitterstäbe der Fenster des Gebäudes auseinanderzubiegen, durch die so entstandene Öffnung hindurchzuschlüpfen und dann die Küste der Insel zu erreichen. Danach verliert sich ihre Spur.
Offiziell gilt Cole, wie auch Roe, als verschollen und wurde bald nach seinem Verschwinden für tot erklärt. Es wird angenommen, dass die beiden bei dem Versuch, (wahrscheinlich mit Hilfe eines selbstgebauten Floßes) bei kaltem Dezemberwetter ans Festland zu schwimmen, erfroren und/oder ertrunken sind und ihre Leichen danach vom Meer abgetrieben und „verschluckt“ wurden.
Der Fluchtversuch von Cole und Roe war der zweite von insgesamt vierzehn Fluchtversuchen aus Alcatraz und gilt neben dem Ausbruch von Frank Lee Morris und den Anglin-Brüdern im Jahr 1962 als der einzige, der womöglich erfolgreich gewesen ist.